# 通泰方言
通泰方言（通州-泰州方言），又稱泰如方言（泰州-如皋方言），属于江淮官話。大致分佈在江蘇省長江以北，京杭運河以東的濱海區域。佔地面積15000余平方公里，使用人口1137万（2004年）。

## 内部分片

江淮官话通泰方言片

按照南京大學顧黔的意見，通泰方言可以劃為東、中、西三區。
東區（南通小片），包括南通、通州西部、如皋東南邊界、如東西南部邊界、張家港沿江。區別于中區的特點是古假攝讀法同吳語，有兩類韻母-o,-a。与中区共有疑母ng，能分辨鼻音n和邊音l，流攝分裂為-ei,-ieu。
中區（如皋小片），包括如臯、如東、泰興、扬中、東台東部、海安南部及東部、高港、海陵及姜堰南部边界、靖江西南部、通州西北邊界、江都東南部，以及常州、江陰、張家港沿江。區別西區的特點是有疑母ng，能分辨鼻音n和邊音l，流攝分裂為-ei,-ieu。
西區（泰州小片），包括泰州、姜堰、海安西部、東台西部、大豐、興化、盐都南角、江都東部、高郵東南角。特點是不分鼻音n和邊音l，除“我”讀疑母ng外沒有聲母ng，流攝仍讀-eu。

## 語音特點
通泰方言最大的特點是古全濁聲母字今逢塞音、塞擦音不論平仄一律讀送氣清音，如“地”thi，“啤”phi。根據這一項特點，即可以把通泰方言和江淮方言（主要是洪巢片或者淮东片）以及吳方言分別開。
通泰方言聲調有6~7個，相比于只有5聲調（陰平、陽平、陰上、去聲、入聲）的江淮方言，多出了陽入和陽去。古濁入字今歸陽入調，古全濁上、濁去字在7聲調的地區今讀陽去調，在6聲調的地區則陰平整體歸入陽去。能區分陰陽去、陰陽入，也是通泰方言區別于江淮方言的特徵。
通泰方言除東區外的各點，古假攝字的主元音只有一類，即a。而相鄰的江淮方言和吳語均已發生分化，吳語一般有兩類韻母即-o,-a，淮揚方言也有兩類即-a,-iɪ。
通泰方言多數點有豐富的支微入魚現象，例如“推”白讀thy，“雷”白讀ly。這種現象不見于江淮方言，吳語雖有，但數量遠不及通泰方言之多。
通泰方言的咸山攝韻母分化為三類，分法和吳語、贛語相同，異于西部的江淮方言。粗略的說，即咸攝談韻的牙音、喉音字韻母和覃韻合為一類，而与談韻的舌音、齒音字有別。同樣，山攝寒韻的牙音、喉音字韻母和桓韻合為一類，而与寒韻的舌音、齒音字有別。
在聲調上，通泰方言大部分地區，調值陰高陽低的模式不復存在，陰平普遍低於陽平。除如皋小片部分點以外，陰入皆低於陽入。但是，陽入後接鼻音、邊音、濁擦音、零聲母字時，調值為21或213，低於陰入，例如：毒藥、臘月、熟人、十五、十一、逆毛。

## 詞彙句法特點
通泰方言詞彙上的過渡色彩較濃。南方諸方言的“落雨”、“落雪”，通泰方言中、東區仍說“落雨”、“落雪”，西區則“落雨＊下雨”、“落雪＊下雪”兩可，而北方話和淮揚方言只説“下雨”、“下雪”。類似于此的還有“尋＊找”、“立＊站”、“個＊這”。
考訂通泰方言的本字，發現与南方相同者甚多，基本詞彙的南方成分也相當多。例如，淮揚方言的“我們”“你們”“他們”，通泰方言說“我倈/我佼”“你倈/儂佼”“他倈/他佼”；淮揚方言的“沒niau”，通泰方言說“不曾”；淮揚方言的“今個”“明個”，通泰方言說“今朝”“明朝”，等等。
句法上，有3種句式值得注意：
1. 反復疑問句，通泰方言以“哿VP”句式爲主，極少有“VP不VP”句式。淮揚方言大致兩者皆可，北方話一般只有后一種。
2. 雙賓語句，通泰方言直接賓語和間接賓語的位置接近南方諸方言。例如北京話的“給我一本書”，通泰方言、吳語等說“把/hɛ̃本書我”。
3. 比較句，通泰方言存在這樣一種句式，即比較短語位于中心形容詞后。例如“你高是他”，北方話一般説“你比他高”。

## 發展現狀
通泰方言區甚爲狹小。1949年后國家大力“推普”，使得通泰方言向著作爲“民族共同語”的普通話靠攏。
具體來説，就是一批字產生近似江淮方言讀法的文讀音，在和原有的白讀音長期共存、抗衡中地位從弱勢逐漸變為優勢，直到最後將原有白讀音消滅。例如，全濁聲母字逢塞音、塞擦音，仄聲讀送氣清音是通泰方言區別于江淮方言其他分区的最大特點。而在文讀音中，仄聲就讀不送氣清音，和江淮方言其他分区以及整個北方話一致。大致來説，通泰方言西區產生的文讀較多，東區較少。